# فارست گریفین
فارست گریفین (انگلیسی: Forrest Griffin؛ زادهٔ ۱ ژوئیهٔ ۱۹۷۹) اهل ایالات متحده آمریکا است. وی بین سال‌های ۲۰۰۱ تا ۲۰۱۳ میلادی فعالیت می‌کرد.
از فیلم‌ها یا برنامه‌های تلویزیونی که وی در آن نقش داشته‌است می‌توان به ۱۳ اشاره کرد.